# Edvard Grieg
Edvard Hagerup Grieg (Bergen, 1843. június 15. – Bergen, 1907. szeptember 4.) norvég zeneszerző és zongoraművész.

## Kezdetek
Apja, Alexander Grieg gazdag, skót származású kereskedő. Anyja, Gesine Judith Hagerup zenész és költő egy jónevű bergeni családból. Hatéves korában anyjától tanult zongorázni; ahogy előbbre haladt tanulmányaiban, Mozart-, Beethoven-, Weber- és Chopin-műveket tanult.
Már ekkor szeretett órákon át kísérletezni a zongorával.

## Iskolái
Grieg nem szerette az intézményes életet, az iskolába kerülve lázadozott és több szökési kísérlete volt. Az iskolában persze gúnyolták szeszélyessége és zenei próbálkozásai miatt. De 15. születésnapján fordulat következett. A Grieg családot meglátogatta Ole Bull, az „észak Paganinije”, Norvégia büszkesége. Edvard játéka nagyon megtetszett Bullnak, így erősködött, hogy legyen a fiúból zenész. Így szüleit meggyőzve a következő októberben Lipcsébe ment tanulni.
Grieg később így nyilatkozik lipcsei tanulóéveiről: „olyan bután hagytam el az iskolát, ahogy oda beléptem”.
Első lipcsei tanára, Louis Plaidy volt, aki a fiatal romantikussal zongoragyakorlatokat végeztetett. Olyan zeneszerzőktől, mit Muzio Clementi, Friedrich Kuhlau és Czerny, akiket Grieg szívből utált.
Tanult még Moschelesnél is, aki Mendelssohn közeli barátja volt, de ő is Chopin helyett Mozartot tanított. Carl Reinecke volt a zeneszerzéstanára, vonósnégyes és szimfonikus zenének az írását követelte, megelőző gyakorlat nélkül. Moritz Hauptmann, egyik zongoratanára „kiemelkedő zongoristának”, „legjobb tanulómnak” nevezte Grieget.

## A fiatal zeneszerző
1862-ben befejezve a lipcsei tanulmányokat, Grieg hazatért. Koncertet adott Bergenben, előadta Moscheles etűdjeit, egy Beethoven-szonátát és Négy zongoradarabjából (op. 1) hármat.
Grieg Koppenhágába utazott, ami az akkori norvég kulturális élet központja volt. Itt ismerkedett meg elismert skandináv zeneszerzőkkel, mint Niels Gade és J. P. E. Hartmann. Hartmann hatására érdeklődni kezdett az északi legendák iránt.
Itt találkozott unokatestvérével, a szintén bergeni születésű Nina Hageruppal. Rögtön egymásba szerettek, 1864 júliusában eljegyezték egymást. Eljegyzési ajándékul született Hans Christian Andersen Szeretlek téged versére írt lírai dala.
Új barátja Rikard Nordraak magával ragadta Grieget. Együtt lelkesedtek minden iránt, ami norvég, a sagák, a hegyek, a fjordok, a falusi emberek iránt. Ennek a lelkesedésnek a gyümölcse az Euterpe társaság, amelyet Nordaakkal és más zeneszerzőkkel hoztak létre a skandináv zene felkarolására.
Grieg számára küldetése világos lett, zenéjében kifejezésre akarta juttatni Norvégia szellemét, de még sokáig utazott Európában. A kulturális élet számos vezetőjével találkozott, köztük Liszttel és Ibsennel. Olaszországi útja során érte Nordaak halálhíre. Barátja tiszteletére belefogott Gyászinduló Rikard Nordraak emlékére című művébe.

## Visszatérés Norvégiába

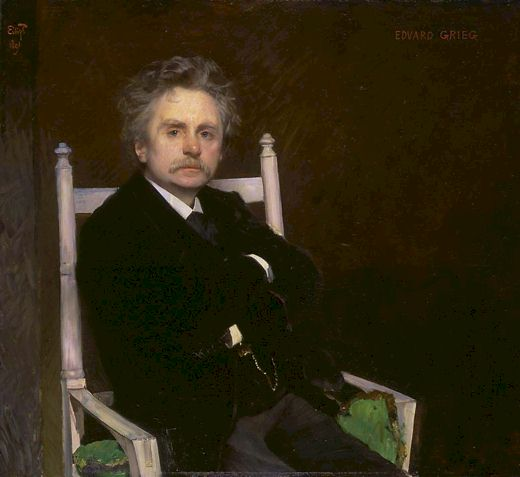
Eilif Peterssen festménye (1891)

Visszatérve Norvégiába, Christianiában telepedett le. Nehezen talált munkát. 1866. október 15-én megszervezett egy történelmi eseménynek számító hangversenyt (ekkor Norvégia Svédországhoz tartozott), ahol csak norvég zene szerepelt: Nordaak néhány dala, Grieg néhány zongoradarabja és első hegedűszonátája. A hangverseny nagy sikert aratott, Grieg a „norvég zene új csillaga” lett.
1867 januárjában megindította a norvég zeneakadémiát és a Filharmóniai Társaság zenekarának vezetője lett.
1867 júniusában Grieg és Nina Hagerup összeházasodtak, a nyarat Dániában töltötték, ahol Grieg megkomponálta az a-moll zongoraversenyt, mely a norvég romantika jelképévé vált. Tavasszal megszületett első gyermekük, Alexandra (1868. április 10-én).
1868 végén levelet kapott Liszt Ferenctől, amelyben Liszt méltatta hegedűszonátáját, továbbá meghívta Weimarba. Grieg, sajnos azonnal nem tudott elmenni Weimarba, mert Dániában és Norvégiában már kitűzték új művének premierjét, azután családjával együtt Landásban nyaralt. Landásban Grieg rábukkant egy népzenei könyvre, Ludvig Mathias Lindeman: Hegyi dallamok, régi és új, amelynek hatása további pályájára szempontjából igen jelentős volt.
1870 februárjában Rómában találkozott Liszttel. Liszt az a-moll zongoraverseny bravúros leblattolása után megindultan biztatta a zeneszerzőt további komponálásra.

## Peer Gynt és sikerei
1874-ben Henrik Ibsen levelében felkérte Peer Gynt című drámájának megzenésítésére. Grieg nagy kihívásnak tekintette a művet, nehezen szánta rá magát. Végül 1876 januárjában elkészült a 22 tételes partitúra.
1877 nyarán családjával Hardanger vidékére utaztak, Lofthusba, ahol barátaik vendégházában laktak. Grieg maga egy fjord mellett álló magányos kunyhóban lakott, ahol a vidéki béke és csend ösztönzőleg hatott alkotókedvére. Itt komponált egy év leforgása alatt egy vonósnégyest, Hegyi szolga című (két kürtre, vonósokra és baritonhangra írt) művét, továbbá korálzenét.

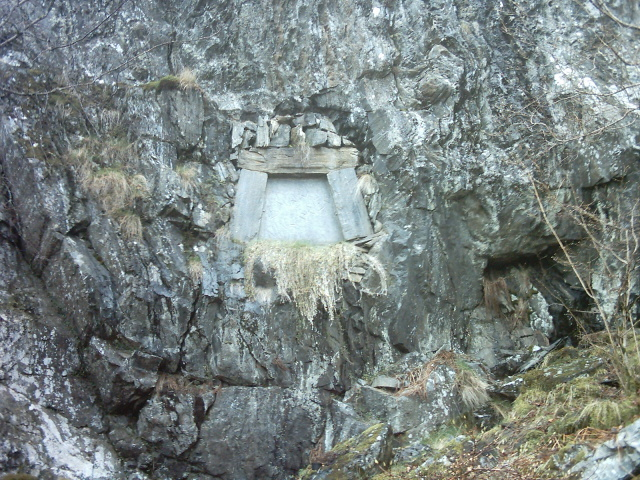
Grieg nyughelye a sziklafalban, Troldhaugen közelében (Norvégia)

A következő években sikerei megsokasodtak, a Hegyi szolga premierjén maga a király is megjelent. Nagy népszerűségének köszönhetően sokat turnézott külföldön: Weimar, Drezda, Lipcse, Meiningen, Breslau, Köln, Karlsruhe, Frankfurt am Main, Arnhem, Hága, Rotterdam, Amszterdam, Prága, Varsó, Párizs.
A Bergen melletti Troldhaugenen (Trollok dombja) építette fel házát, ahol 1885-től élete utolsó évéig lakott. 1885 után a legkülönbözőbb elismeréseket kapta: oxfordi és cambridge-i egyetem zenei díszdoktora, az Institut de France tagja, Orange-Nassau rend lovagja.
1898-ban ő szervezte meg a norvég zene fesztiválját Bergenben. Pályája csúcsának tekintette a fesztivált, igazi norvég zeneszerzőnek érezte magát.

## Utolsó évei
1906-ban megírta a Fire salmer (Négy zsoltár) című művét, amely az utolsó olyan mű volt, amely a norvég népzenéből táplálkozott. Egészsége hanyatlani kezdett, a Troldhaugenről el kellett költöznie egy kristianiai szállodába. 1907 nyarán Leedsbe hívták egy fesztiválra. Utazás közben szívrohamot kapott, bevitték egy bergeni kórházba. Másnap reggel, álmában halt meg.
Ravatalánál több ezren búcsúztak, köztük külföldi méltóságok és a zenei világ képviselői. A hamvait tartalmazó urnát a Troldhaugen fjordjára néző sziklában helyezték végső nyugalomra. Nem véstek rá sírfeliratot.

## Néhány műve
- Négy zongoradarab (Op. 1.)
- Szeretlek téged (Dal: Hans Christian Andersen versére) 1864
- e-moll zongoraszonáta (Op. 7.) 1865
  - I. Allegro moderato
  - II. Andante molto
  - III. Alla Menuetto
  - IV. Molto Allegro
- F-dúr szonáta hegedűre és zongorára (Op. 8.)
  - I. Allegro con brio
  - II. Allegretto quasi Andantino
  - III. Allegro molto vivace
- Zongoraverseny, a-moll (Op. 16.) 1868
  - I. Allegro molto moderato
  - II. Adagio
  - III. Allegro moderato e marcato
- c-moll szonáta hegedűre és zongorára (Op. 45.) 1886–1887
  - I. Allegro molto ed appassionato
  - II. Allegretto espressivo alla Romanza – Allegro molto
  - III. Allegro animato
- Peer Gynt I. szvit (Op. 46.)
  - 1. Reggeli hangulat (Allegretto pastorale)
  - 2. Aase halála (Andante doloroso)
  - 3. Anitra tánca (Tempo di Mazurka)
  - 4. A hegyi király csarnokában (Alla marcia e molto marcato)
- Peer Gynt II. szvit (Op. 55.)
  - 1. Menyasszonyrablás (Allegro furioso) Ingrid panasza (Andante doloroso)
  - 2. Arab tánc (Allegretto vivace)
  - 3. Peer Gynt hazatérése (Allegro molto agitato)
  - 4. Solvejg dala (Andante)
- Hegyi szolga (Norvég ballada feldolgozása: baritonhangra, vonósokra és két kürtre)
- Lírai darabok I-X. címmel összefoglalt kötetekből (1867-1901 között):
  - I. kötet: (op. 12) 1867
    - Arietta (Arietta) (No. 1.)
    - Vals (Keringő) (No. 2.)
    - Vaegtersang (No. 3.)
    - Alfedans (No. 4.)
    - Folkevise (Népdal) No. 5.)
    - Norsk (Norvég dal) (No. 6.)
    - Album-leaf (Albumlap) (No. 7.)

  - II. kötet: (Op. 38.)
    - Voggevise (no. 1.)
    - Folkevise (Népdal) (No. 2.)
    - Melodie (Melódia) (No. 3.)
    - Halling (Norvég tánc) (No. 4.)
    - Springdans (Norvég tánc) (No. 5.)
    - Elegie (Elégia) (No. 6.)
    - Vals (Keringő) (No. 7.)
    - Kanon (Kánon) (No. 8.)

  - III. kötet (Op. 43.)
    - Sommerflugl (Pillangó) (No. 1.)
    - Ensom Vandrer (No. 2.)
    - I Hjemmet (No. 3.)
    - Liden Fugl (Kismadár) (No. 4.)
    - Erotik (No. 5.)
    - Til Fararet (No. 6.)

  - IV. kötet (Op. 47.)
    - Valse-Impromtu (No. 1.)
    - Albumblat (Albumlap) (No. 2.)
    - Melodie (Melódia) (No. 3.)
    - Halling (Norvég tánc) (No. 4.)
    - Melancholie (Melankólia) (No. 5.)
    - Springdans (Norvég tánc) (No. 6.)
    - Elegie (Elégia) (No. 7.)

  - V. kötet (Op. 54.)
    - Gjaetergut (No. 1.)
    - Gangar (Norvég induló) (No. 2.)
    - Troldtog (Törpék indulója) (No. 3.)
    - Notturno (No. 4.)
    - Scherco (No. 5.)
    - Klokkeklang (No. 6.)

  - VI. kötet (Op. 57.)
    - Svundne Dage (No. 1.)
    - Gade (No. 2.)
    - Illuzion (Illúzió) (No. 3.)
    - Hemmelighed (Titok) (No. 4.)
    - Hun danser (No. 5.)
    - Hjemve (Honvágy) (No. 6.)

  - VII. kötet (op. 62)
    - Sylphe (No. 1.)
    - Tak (Hála) (No. 2.)
    - Fransk Serenade (Francia szerenád) (No. 3.)
    - Baekken (Csermely) (No. 4.)
    - Drömmesyn (Látomás) (No. 5.)
    - Hjemad (Hazafelé) (No. 6.)

  - VIII. kötet (Op. 65.)
    - Fra Ungdomsdagene (No. 1.)
    - Bondens Sang (Parasztdal) (No. 2.)
    - Tungsind (Melankólia) (No. 3.)
    - Salon (No. 4.)
    - I Balladetone (Ballada) (No. 5.)
    - Bryllups-dag pa Troldhaugen (Troldhaugeni nász) (No. 6)

  - IX. kötet (Op. 68.)
    - Matrosernes Opsang (Matrózdal) (No. 1.)
    - Bedstemors (Nagyanyók menüettje) (No. 2.)
    - For dine Födder (No. 3.)
    - Aften pa Höjfelden (No. 4.)
    - Badnlat (Bölcsőben) (No. 5.)
    - Valse mélancolique (Melankólikus keringő)

  - X. kötet 1901 (Op. 71.)
    - Der var engang (No. 1.)
    - Sommeraften (Nyári este) (No. 2.)
    - Smatrold (Kobold) (No. 3.)
    - Skovtilhed (No. 4.)
    - Halling (Norvég tánc) (No. 5.)
    - Forbi (Elveszett, elmúlt, vége) (No. 6.)
    - Efterklang (Jókívánság, üdvözlet) (No. 7.)
- Fire salmer (Négy zsoltár) 1906

## Monográfia
- Dobos Kálmán: Edvard Grieg élete és művészete. - Budapest: Akkord, 1999. 123 p. ISBN 963-9255-02-5